# Enrique Martinez
Pour les articles homonymes, voir Enrique Martínez et Martínez.
 (décembre 2021).
Enrique Martínez, né le 26 janvier 1971 à Valence (Espagne), est un chef d'entreprise espagnol, président-directeur général du groupe Fnac Darty depuis juillet 2017.

## Parcours professionnel
Après l'obtention de son diplôme en sciences économiques et des études à l'IESE Business School de Madrid, Enrique Martínez commence sa carrière en tant que directeur du magasin Toys “R” Us de Porto en 1992 avant de diriger la Fnac de Lisbonne en 1998.
En 2002, il se voit confier la direction de l'exploitation de huit magasins Fnac en Espagne puis devient directeur général de la filiale portugaise en 2004 et membre du comité exécutif.
En 2008, il est promu directeur général de la zone de la péninsule ibérique, puis du Brésil en 2010.
En 2012, il devient directeur de la région nord-européenne (France, Belgique, Suisse) avec plusieurs objectifs à accomplir : la réduction des coûts, la numérisation du groupe, l'introduction en bourse, .
En 2016, il est chargé du processus d'intégration de la Fnac et de Darty.
En 2017, il devient directeur général du groupe Fnac Darty.
Il est à l'origine du rachat de Nature & Découvertes en 2019,,.

## Vie privée
Il a quatre enfants,.
Il est amateur de football, de tennis et de basket, ainsi que de lecture, de cinéma et de musique,.

## Distinctions
Enrique Martínez a été distingué de l'ordre du Mérite civil et a été élu lauréat des Trophées COCEF 2019 de la Chambre Officielle de Commerce d'Espagne en France.